# Abdisj-Ata Kant
Abdisj-Ata Kant är ett kirgizisk fotbollsklubb från Kant i Kirgizistan. Klubben grundades år 1992.

## Historia
- 1992: Grundad som FK Tungucj Kant
- 2000: Namnbyte till FK Abdisj-Ata Kant

## Meriter
Kirgiziska ligan:
- Ligamästare: 2022, 2023, 2024
- Silver: 2006, 2007, 2008, 2009, 2014, 2017, 2021
- Brons: 2010, 2011, 2013, 2015, 2018

Kirgiziska cupen: 5
- Vinnare: 2007, 2009, 2011, 2015, 2022
- Finalist: 2014

Supercup: 1
- Vinnare: 2016
- Finalist: 2012

## Placering tidigare säsonger
| Säsong | Nivå | Liga           | Placering | Referens      |
| ------ | ---- | -------------- | --------- | ------------- |
| 2004   | 1    | Top Liga       | 5         | [ 3 ]         |
| 2005   | 1    | Top Liga       | 4         | [ 4 ]         |
| 2006   | 1    | Top Liga       | 2         | [ 5 ]         |
| 2007   | 1    | Top Liga       | 2         | [ 6 ]         |
| 2008   | 1    | Top Liga       | 2         | [ 7 ]         |
| 2009   | 1    | Top Liga       | 2         | [ 8 ]         |
| 2010   | 1    | Top Liga       | 3         | [ 9 ]         |
| 2011   | 1    | Top Liga       | 3         | [ 10 ]        |
| 2012   | 1    | Top Liga       | 5         | [ 11 ]        |
| 2013   | 1    | Top Liga       | 3         | [ 12 ]        |
| 2014   | 1    | Top Liga       | 2         | [ 13 ]        |
| 2015   | 1    | Top Liga       | 3         | [ 14 ]        |
| 2016   | 1    | Top Liga       | 4         | [ 15 ]        |
| 2017   | 1    | Top Liga       | 2         | [ 16 ]        |
| 2018   | 1    | Top Liga       | 3         | [ 17 ]        |
| 2019   | 1    | Premjer Ligasy | 5         | [ 18 ]        |
| 2020   | 1    | Premjer Ligasy | 4         | [ 19 ]        |
| 2021   | 1    | Premjer Ligasy | 2         | [ 20 ]        |
| 2022   | 1    | Premjer Ligasy | 1         | [ 21 ] [ 22 ] |
| 2023   | 1    | Premjer Ligasy | 1         | [ 23 ]        |
| 2024   | 1    | Premjer Ligasy | 1         | [ 24 ]        |
| 2025   | 1    | Premjer Ligasy |           | [ 25 ]        |